# Тано (посёлок)
Тано (яп. 田野町 Тано-тё:) — посёлок в Японии, находящийся в уезде Аки префектуры Коти. Площадь посёлка составляет 6,56 км², население — 2743 человека (1 августа 2014), плотность населения — 418,14 чел./км².

## Географическое положение
Посёлок расположен на острове Сикоку в префектуре Коти региона Сикоку. С ним граничат посёлки Нахари, Ясуда и село Китагава.

## Население
Население посёлка составляет 2743 человека (1 августа 2014), а плотность — 418,14 чел./км². Изменение численности населения с 1980 по 2005 годы:
| 1980 | 4149 чел. |  |
| 1985 | 3814 чел. |  |
| 1990 | 3682 чел. |  |
| 1995 | 3575 чел. |  |
| 2000 | 3315 чел. |  |
| 2005 | 3236 чел. |  |